# Mistrial
Mistrial es el decimocuarto álbum de Lou Reed, editado por RCA Records en 1986.
Este disco consiste en diez temas, todos compuestos por Lou Reed, quien lo coprodujo junto al bajista/multiinstrumentista de su banda de apoyo: Fernando Saunders, mientras que la portada fue diseñada por la esposa de Reed, Sylvia.
El álbum ha recibido mayormente tibias reseñas y calificaciones por parte de los medios especializados, como por ejemplo Allmusic y Rolling Stone, quienes le otorgaron un 3/5.

## Lista de canciones
1. "Mistrial" – 3:20
2. "No Money Down" – 3:09
3. "Outside" – 3:02
4. "Don't Hurt a Woman" – 3:59
5. "Video Violence" – 5:35
6. "Spit It Out" – 3:39
7. "The Original Wrapper" – 3:37
8. "Mama's Got a Lover" – 4:12
9. "I Remember You" – 3:13 (con Rubén Blades en coros)
10. "Tell It to Your Heart" – 5:08 (con Rubén Blades en coros)